# Самоа (архипелаг)
Само́а (англ. Samoan Islands) — архипелаг в Полинезии (южная часть Тихого океана). В дореволюционных источниках — например в «ЭСБЕ» — также упоминался как Острова Мореплавателей, в первом издании БСЭ — Мореплавателей острова.
Площадь — 3030 км². Численность населения — около 250 тыс. (2010).

## География
Острова в составе архипелага:
- Савайи
- Уполу
- Тутуила
- Офу-Олосега
- Тау
- Аунуу

На архипелаге располагаются:
- государство Самоа, в прошлом известное как Западное Самоа (столица — Апиа);
- зависимая территория Американское Самоа, или Восточное Самоа (административный центр — Паго-Паго).

Высшая точка архипелага — гора Силисили (1858 метров) — высшая точка государства Самоа; она также занимает четвёртую строчку в списке высших точек всех островов Тихого океана, входящих в часть света Океания, без учёта Папуа — Новой Гвинеи и Новой Зеландии.
Климат островов — тропический влажный; температура — от 24 °С зимой до 32 °C летом. На архипелаге много эндемичных растений и животных.

## История

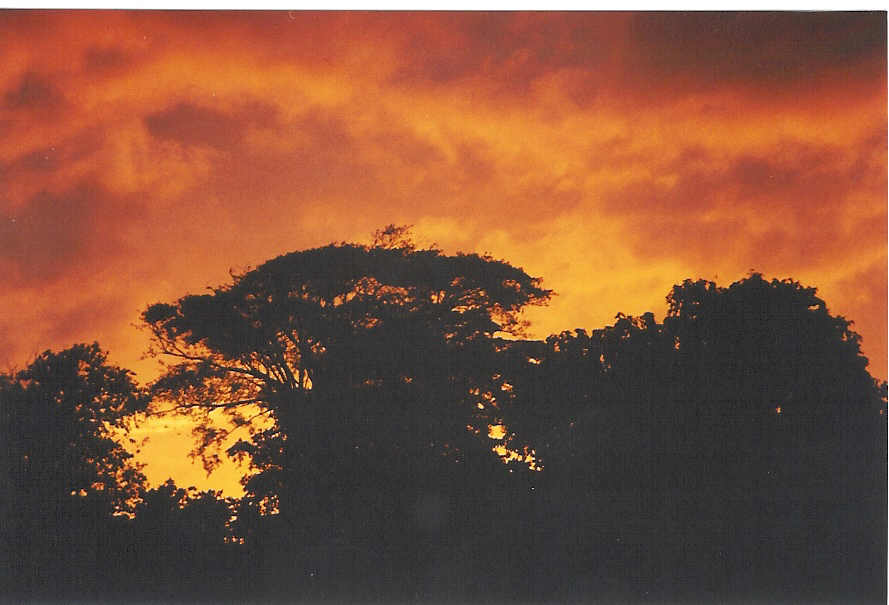
Закат на Самоа

Острова Самоа, как и острова Фиджи и Тонга, были, как полагают учёные, заселены в V веке н. э. в ходе миграции представителей культуры лапита с островов Бисмарка, расположенных в Западной Меланезии. Острова Самоа были одним из центров формирования полинезийской культуры. Именно с Самоа шло освоение островов и атоллов центральной части Тихого океана.
Европейским первооткрывателем островов стал голландский путешественник Якоб Роггевен, высадившийся на Самоа в 1722 году. Впоследствии, в 1768 году, на архипелаге побывал французский мореплаватель Луи Антуан де Бугенвиль, назвавший его островами Мореплавателей.

Область распространения культуры лапита

В конце XIX века за контроль над архипелагом разгорелось соперничество между Германией, Британией и США. В результате Берлинского соглашения 1899 года над островами был установлен протекторат. Острова Самоа были разделены на две части (линия раздела прошла по 171° з. д.): восточная группа, известная сейчас под названием «Американское Самоа», стала территорией США; западные острова получили название «Германское Самоа», а Британия отказалась от претензий в обмен на возврат Фиджи и некоторых других меланезийских территорий.
С конца Первой мировой войны до 1962 года Западное Самоа находилось под управлением Новой Зеландии, первоначально — по мандату Лиги Наций, а позднее — ООН. В 1961 году был проведён референдум, в ходе которого жители Западного Самоа высказались за предоставление независимости. 1 января 1962 года Западное Самоа стало первым тихоокеанским островным государством, получившим независимость. С июля 1997 года это государство называется просто «Самоа». Несмотря на то, что жители Западного и Восточного (Американского) Самоа принадлежат к одной нации и имеют один язык, между ними существуют культурные различия, связанные с историей последнего столетия. Жители Восточного Самоа тяготеют к США и американскому образу жизни, тогда как население Западного Самоа — к Новой Зеландии.